# Horcajo de los Montes
Horcajo de los Montes er en by og kommune i det sydlige centrale Spanien i provinsen Ciudad Real. Den har et indbyggertal på 795 (2024) indbyggere.